# 哈桑·納斯魯拉和哈希姆·薩菲丁的葬禮
東歐時間2025年2月23日，黎巴嫩武裝政治組織真主黨第三任總書記哈桑·納斯魯拉和真主黨首任執行委員會主席哈希姆·薩菲丁的集體葬禮在黎巴嫩貝魯特的卡密拉·夏蒙體育城體育場舉行。納斯魯拉於2024年9月27日在哈雷特赫赖克的地堡內遭以色列空襲身亡，五個月後才舉行正式葬禮。而薩菲丁在納斯魯拉被擊斃後曾短暫成為真主黨事實上的領袖，直至2024年10月3日同樣遭以色列暗殺身亡。《美聯社》報導指，這場葬禮是黎巴嫩近二十年來規模最大的一次。

## 背景
在2024年9月以色列對黎巴嫩的空襲行動中，納斯魯拉於9月27日在貝魯特哈雷特赫賴克的真主黨總部遭空襲身亡。他的遺體在葬禮前暫時安置於秘密地點，待正式儀式後，將安葬於貝魯特機場路的一處指定墓地，而哈希姆·薩菲丁則將葬於他的家鄉代爾卡努恩納赫爾。
納斯魯拉的副手納伊姆·卡西姆成為其繼任者。

## 葬禮

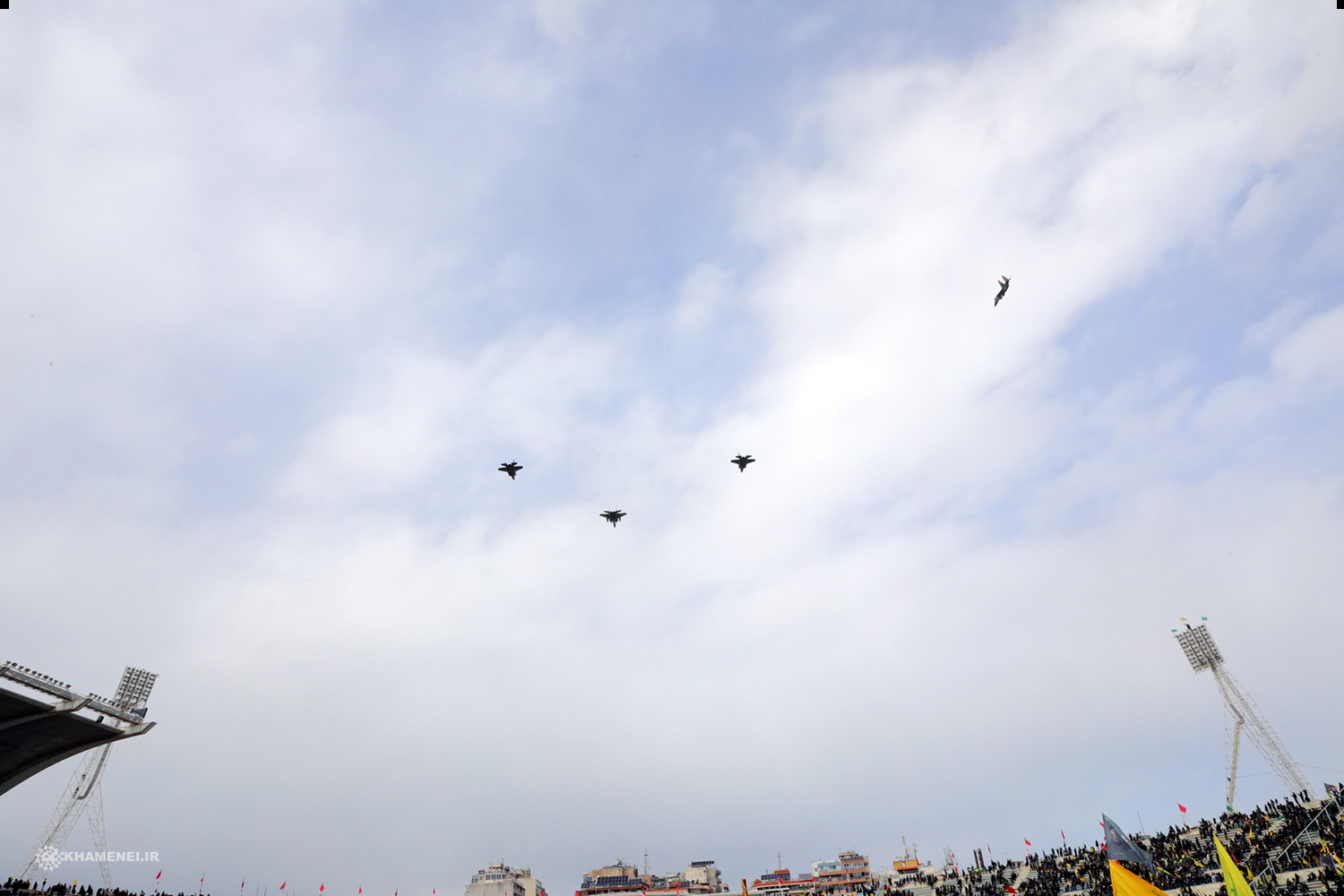
飛越葬禮場地的以色列戰機

納斯魯拉的葬禮籌備工作持續數月。《Al-Manar》報導指，儀式由一個最高委員會統籌，並劃分為十個小組負責各項細節，專責安保、現場後勤與國際聯絡等事務，整體動員超過20000名人員參與協調。最終，活動地點選定為廢棄的卡密拉·夏蒙體育城體育場，舉行時間為當地時間上午9時至下午5時30分。
活動包括送葬隊伍穿越貝魯特市區、真主黨總部的追悼儀式、政治與宗教領袖致詞，以及在主要清真寺舉行的喪禮祈禱。靈柩經由貝魯特新舊機場路運送，期間實施嚴格安保措施，包括道路封鎖、黎巴嫩武裝部隊與真主黨人員的重兵部署。媒體報導方面，由納賽爾·阿赫達爾領導的媒體委員會負責。據報導指，這場大規模葬禮吸引數十萬人參與。來自79個國家的代表出席，葬禮也獲得國內外媒體廣泛報導。參與者人數估計在45萬至140萬之間。
葬禮期間，以色列F-15和F-35戰機飛越體育場上空，引發現場關注。

## 出席者
黎巴嫩總理納瓦夫·薩拉姆指派黎巴嫩勞工部部長穆罕默德·海達爾代表其出席葬禮，而黎巴嫩議會議長納比·貝里則代表黎巴嫩總統約瑟夫·奧恩。出席的黎巴嫩政治人物還包括馬拉達運動領袖蘇萊曼·弗蘭吉耶、前總統埃米爾·拉胡德以及黎巴嫩民主黨主席塔拉勒·阿爾斯蘭。
來自抵抗軸心的多個組織也派出大型代表團赴會，包括胡塞武裝與人民動員。伊斯蘭議會議長穆罕默德-巴蓋爾·加利巴夫親自出席，而伊朗外交部部長阿巴斯·阿拉格齊則代表伊朗總統馬蘇德·佩澤希齊揚參加。

## 反應
此次葬禮在真主黨支持者間掀起強烈反響，他們紛紛響應「我們堅守誓約」的口號，並期望納斯魯拉的墓地能成為朝聖之地。另一方面，作為真主黨的政治對手，黎巴嫩力量則認為，納斯魯拉的下葬象徵著真主黨的衰落，尤其是在該組織近期陷入軍事與政治困境的背景下。
出於安全考量及對貝魯特可能發生動盪的憂慮，法國航空與阿聯酋航空宣佈暫時取消葬禮當日前往黎巴嫩的航班。

### 國內
黎巴嫩總統約瑟夫·奧恩於葬禮舉行期間，在總統府會見了由伊朗伊斯蘭議會議長穆罕默德-巴蓋爾·加利巴夫率領的伊朗代表團。奧恩在會談中強調，黎巴嫩已經厭倦被捲入域外衝突，並認為國家團結是抵禦挑戰與外部威脅的最佳方式。他同時重申，黎巴嫩在捍衛巴勒斯坦事業上付出了巨大代價，並將持續支持「兩國方案」。加利巴夫則表示，伊朗尊重黎巴嫩的任何決定，並承諾協助黎巴嫩進行戰後重建，以減輕該國因衝突而遭受的損失。

### 國際
伊朗確認將以最高層級參與納斯魯拉的葬禮，並派出高級官員出席。伊朗外交部發言人埃斯梅爾·巴卡伊表示，德黑蘭希望藉此機會向外界展示對真主黨的強力支持。
也門新聞部部長穆阿邁爾·艾里亞尼則呼籲黎巴嫩政府逮捕計畫出席葬禮的胡塞武裝領導人，並強調，他們的行動「不只是單純參加葬禮」，而是試圖在遭受襲擊後「重建伊朗軸心的勢力」。艾里亞尼進一步指出，這些行動與近期針對商業船隻及油輪的襲擊密切相關，對區域與全球安全構成威脅。他敦促黎巴嫩政府採取強硬立場，將胡塞武裝成員引渡回也門，並阻止黎巴嫩成為他們的避風港。
以色列國防軍的阿拉伯媒體發言人阿維凱·阿德拉伊則在社群媒體發布影片，評論納斯魯拉的葬禮。他在影片中質疑：「今天是哈桑·納斯魯拉的葬禮，他的支持者正在哀悼。但請問，他們究竟在哀悼什麼？是在哀悼那個讓黎巴嫩變成失敗國家的男人？那個為了伊朗利益而犧牲你們未來的人？還是那個摧毀經濟、分裂國家、並將黎巴嫩拖入無休止戰爭的人？自從納斯魯拉掌控真主黨以來，黎巴嫩除了崩潰，一無所有。這個國家已被所謂的『伊斯蘭革命』計畫綁架。」